# Championnat de Pologne de rugby à XV 2019-2020
Navigation
Championnat 2019 Championnat 2020-2021
Le Championnat de Pologne de rugby à XV 2019-2020 appelé Ekstraliga, oppose les neuf meilleures équipes polonaises de rugby à XV. Il débute le 31 août 2019 et devait s'achever par une finale disputée le 7 juin 2020. À cause de la pandémie de Covid-19, la saison a été arrêtée après la 10e journée et n'a pu aller à son terme.			

## Les clubs de l'édition 2019-2020
Les dix équipes participant à l'Ekstraliga sont les suivantes :				
| Cracovie Gdańsk Gdynia Łódź Varsovie Siedlce Sopot Sochaczew Lublin |

| Équipe                  | Stade                  | Ville     |
| ----------------------- | ---------------------- | --------- |
| Juvenia Cracovie        |                        | Cracovie  |
| RC Lechia Gdańsk        |                        | Gdańsk    |
| RC Arka Gdynia          | Narodowy Stadion Rugby | Gdynia    |
| Master Pharm Rugby Łódź |                        | Łódź      |
| Skra Warszawa           |                        | Varsovie  |
| Pogoń Siedlce           |                        | Siedlce   |
| Ogniwo Sopot            |                        | Sopot     |
| Orkan Sochaczew         |                        | Sochaczew |
| Budowlani Lublin        |                        | Lublin    |

## Résumé des résultats[1]

### Classement de la phase régulière
| Rang | Club                    | J | V | N | D | Pm  | Pe  | Diff | Pts |
| ---- | ----------------------- | - | - | - | - | --- | --- | ---- | --- |
| 1    | Master Pharm Rugby Łódź | 8 | 8 | 0 | 0 | 336 | 118 | +218 | 37  |
| 2    | Ogniwo Sopot (T)        | 8 | 6 | 0 | 2 | 207 | 126 | +81  | 30  |
| 3    | Pogoń Siedlce           | 8 | 6 | 0 | 2 | 211 | 125 | +86  | 30  |
| 4    | Juvenia Kraków          | 8 | 5 | 0 | 3 | 230 | 189 | +41  | 25  |
| 5    | Skra Warszawa           | 8 | 4 | 0 | 4 | 230 | 189 | +41  | 20  |
| 6    | Lechia Gdańsk           | 8 | 3 | 0 | 5 | 187 | 156 | +31  | 17  |
| 7    | Orkan Sochaczew         | 8 | 3 | 0 | 5 | 151 | 198 | -47  | 14  |
| 8    | Budowlani Lublin        | 8 | 1 | 0 | 7 | 109 | 313 | -204 | 5   |
| 9    | Arka Gdynia             | 8 | 0 | 0 | 8 | 101 | 367 | -266 | 1   |

|  | T : tenant du titre 2019 |

Attribution des points' : ?				
Règle de classement : ?				

## Résultats détaillés

### Phase régulière
L'équipe qui reçoit est indiquée dans la colonne de gauche.				
| Clubs            | GDA   | GDY   | KRA   | LOD   | LUB   | SIE   | SOC   | SOP   | WAR   |
| ---------------- | ----- | ----- | ----- | ----- | ----- | ----- | ----- | ----- | ----- |
| RC Lechia Gdańsk |       |       | 19-34 |       | 33-7  | 16-17 |       | 16-22 |       |
| Arka Gdynia      | 5-47  |       | 12-35 |       |       |       | 22-27 | 5-56  |       |
| Juvenia Cracovie |       |       |       |       | 29-14 | 18-26 |       | 36-22 |       |
| Rugby Łódź       | 40-19 | 73-7  | 29-23 |       | 80-8  | 27-13 |       |       |       |
| Budowlani Lublin |       | 29-19 |       |       |       | 8-30  | 10-6  | 18-38 |       |
| Pogoń Siedlce    |       | 54-19 |       |       |       |       | 27-10 | 10-13 | 34-14 |
| Orkan Sochaczew  | 20-19 |       | 24-26 | 14-35 | 27-15 |       |       |       |       |
| Ogniwo Sopot     |       | 31-3  |       | 11-13 |       |       | 34-13 |       | 36-17 |
| Skra Warszawa    | 11-18 | 71-14 | 43-29 | 23-39 | 57-10 |       | 20-16 |       |       |

|  | Victoire |  | Match nul |  | Défaite |